# Шикотан
Шикотан (рос. Шикотан, яп. 色丹島 Сікотан-то:) — найбільший острів Малої гряди Курильських островів. Разом з островами Хабомай Радянський Союз готовий був передати його Японії в 1956 році у разі укладання мирної угоди між двома країнами, котра так і не була підписана. Японія донині не визнає суверенітету Росії над цим островом.

## Етимологія
Назва походить з айнської мови й означає «велике село».

## Географія

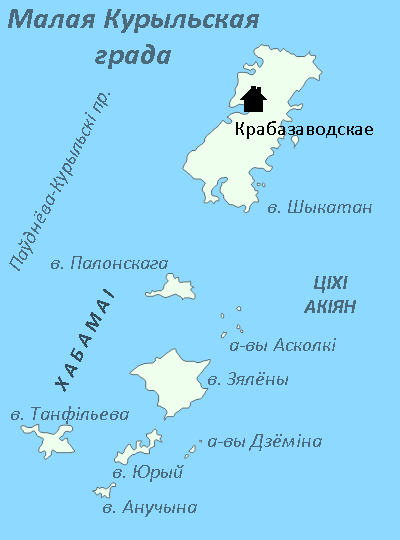
Шикотан на мапі Малої Курильської гряди

Загальна площа: 225 км². Острів горбистий з середньою висотою 300 метрів, витягнутий з північного сходу на південний захід, довжина острова — 27 км, ширина — 5-13 км. Найвища висота є 412 м — Гора Томарі. Береги острова дуже порізані й укриті океанічними луками. 
Острів утворений вулканічною породою та пісковиками верхньої крейди і кайнозою. Є два згаслих вулкани на Шикотані: гора Томарі і гора Ноторо.
Рослинність: ялиця, модрина, листяних дерев, бамбуковий і ялівцевий підлісок.

## Історія
Росіяни відкрили острів Шикотан для себе у 1733-1743 роках. У 1738-1739 роках експедиція М. Шпанберґа докладно дослідила Шикотан. Після Кримської війни, у 1855 році Путятін підписав Сімодський трактат, за яким встановлювалося, що «кордони між Росією та Японією будуть проходити між островами Ітуруп і Уруп», а Сахалін оголошений «нерозділеним» між Росією та Японією. В результаті до Японії відійшов також острів Шикотан. Острів входили до шічо (округу) Немуро префектури Хоккайдо, Японія.
Острови Ітуруп, Кунашир, Шикотан та Хабомаї опинилися під контролем СРСР в результаті окупації островів радянськими військами в 1945 року під час японсько-радянської війни. 

## Поселення, економіка
У 1940 році на острові було японське поселення на 1499 осіб. Зараз є два поселення: Малокурильське (раніше Шикотан) з населенням 2244 осіб (2006) і Крабозаводське (раніше Анама) з населенням 925 осіб (2006). Основні види економічної діяльності: рибальство та рибне господарство. Головні морські продукти: ламінарієві, краби, тріска.

## Світлини

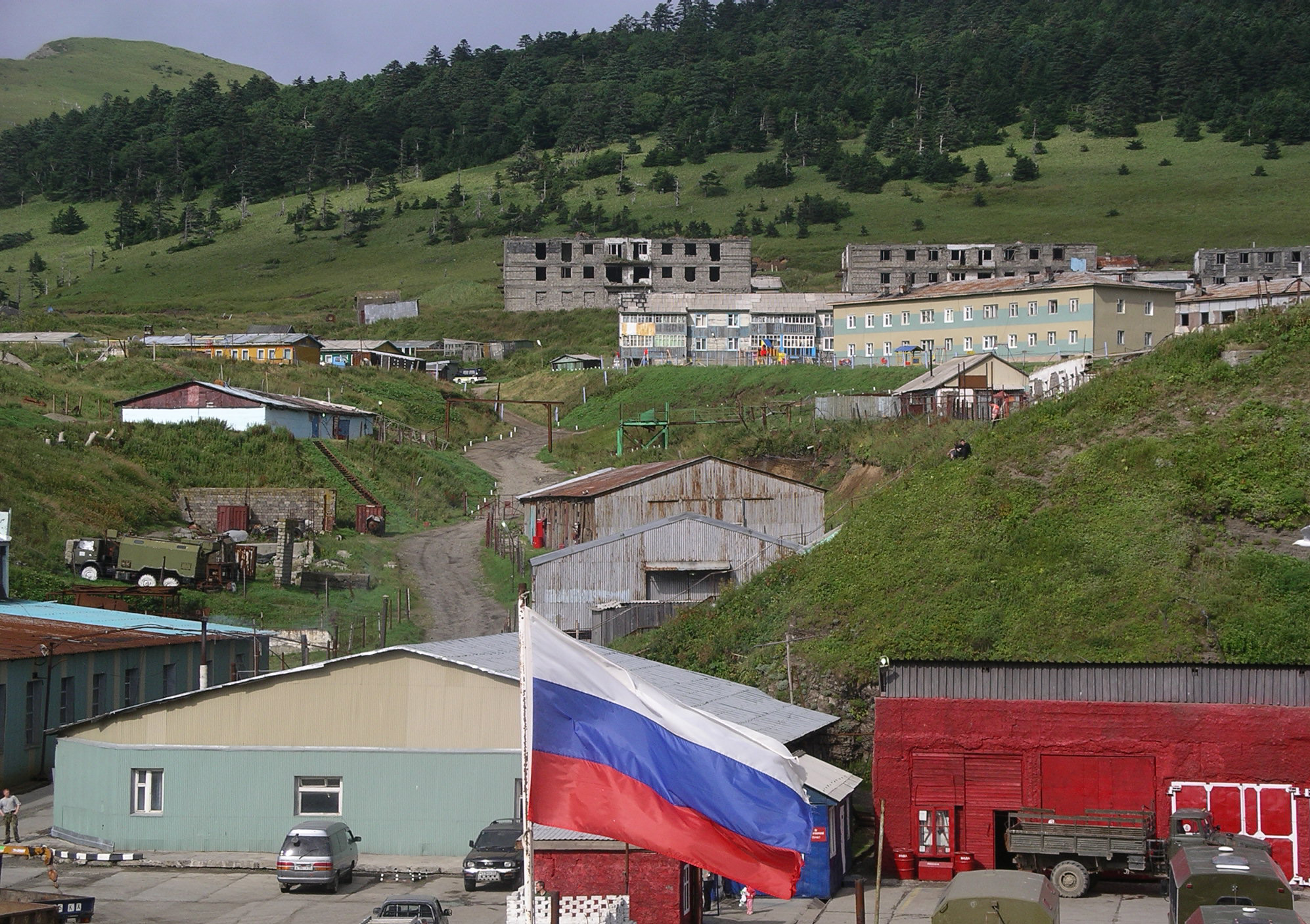
Однойменне село
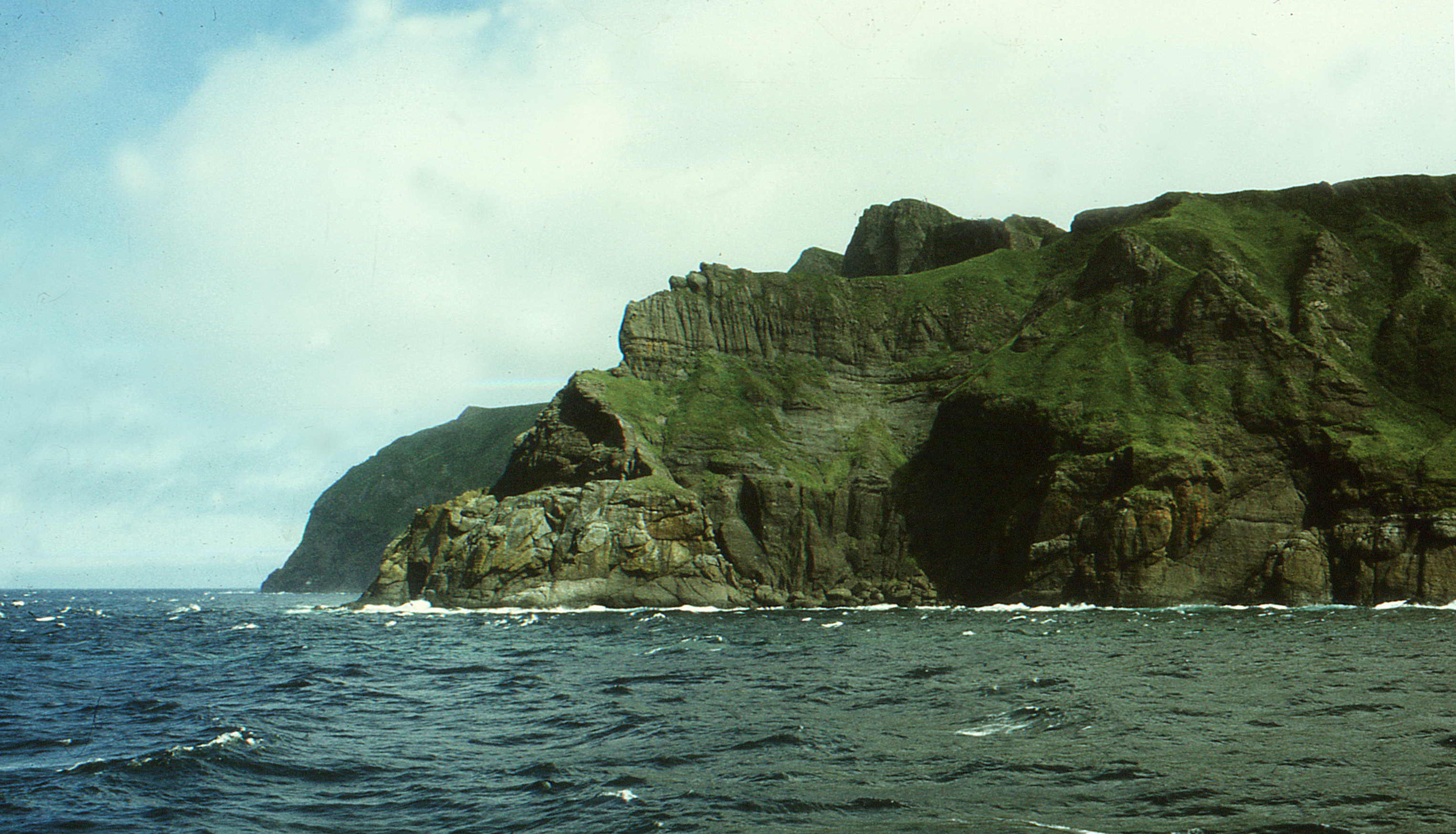
Вид на острів, 1990 рік
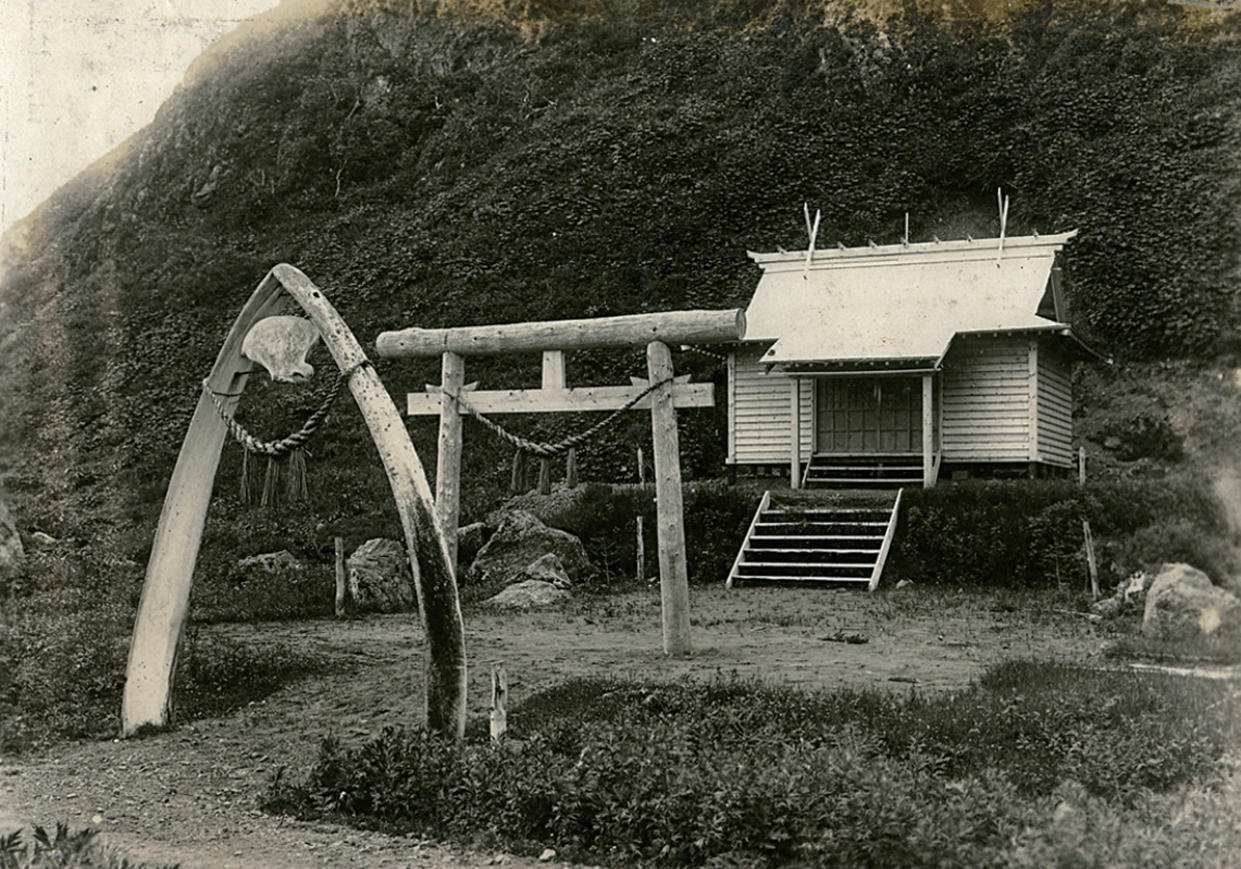
Шикотанська японська святиня до 1945

## Дивись також
Проблема Північних територій.